# La Bâtie-Vieille
La Bâtie-Vieille è un comune francese di 298 abitanti situato nel dipartimento delle Alte Alpi della regione della Provenza-Alpi-Costa Azzurra.

## Società

### Evoluzione demografica
Abitanti censiti